# 帕拉达级防护巡洋舰
帕拉达级防护巡洋舰（俄语通常称为狄安娜型防护巡洋舰），是俄羅斯帝國海軍在十九世纪末至二十世纪初建造的一级3艘防护巡洋舰。本级三舰均参加了日俄战争，然而并无太多建树。其中狄安娜号在黄海海战中突破日军封锁前往西贡而得以幸存，战后返回俄国；而帕拉达号突围失败，被日本海军俘获。最后一舰阿芙乐尔号则参加了对马海峡海战，后因十月革命炮打冬宫而闻名于世，苏联时期改为博物馆船，至今仍有海军军人在舰上服役并维护该舰。

## 设计与概述
十九世纪末，俄国陆续开始筹建一系列岸防战列舰，此即乌沙科夫海军上将级。1890年开始，英俄之间的矛盾逐渐升级，双方开始进行海军军备竞赛。随着局势的发展，俄国方面感到有必要加强远洋海军的建设，建造新巡洋舰的计划也逐渐提上日程。同时俄国方面要求新巡洋舰需要在本国内开工建造。
这一新巡洋舰项目由海军部尼科莱·马特韦耶维奇·齐哈乔夫海军中将负责。1894年3月2日，海洋技术委员会提出要求，希望新巡洋舰是一款快速的全钢防护巡洋舰，要求可以进行远洋航行遂行商路破袭的任务。一开始有3份方案入选，但没有一份能最终实施。因为此时事情发生了变化，俄国开始担心“德国威胁”，德意志帝國海軍的崛起使得俄国重新修订了计划，要求波羅的海艦隊要能从数量和质量上均能与德国海军抗衡。海军部的主要要求是，“要能对抗德国以及波罗的海周边国家海军的同类军舰”。海军方面不等最终方案胜出，就决定建造3艘巡洋舰。
1895年4月7日，海军将订单交给了海军部造船厂。新舰的技战术指标则要求直接参照当时最强大的海军，英国皇家海军的新造舰。当时最有可能的范本是阿斯特莱亚级防护巡洋舰，这也是英国主要用来在远离本土的地区进行作战的舰艇。然而海军部造船厂的工程师对此颇有微词，他们认为，阿斯特莱亚级“在各国的新造巡洋舰之中并非最优秀的”。在4月间，海军部造船厂的专家们拿出了3份草案，涵盖了4400到5600吨不等的巡洋舰方案。过了几天，他们又追加了一份以英国塔尔博特号（1895年4月25日下水）为原型的6000吨级方案。在这份方案中，设计师设想装备两门203毫米炮、8门152毫米炮以及27门57毫米炮。阿列克谢·亚历山德洛维奇大公对此提出了一些修改，将203毫米炮替换成152毫米炮，这也成为了日后的基本设计方案。在此基础上，有关专家举行了一系列会议，商定了新巡洋舰的尺寸、水线外形等细节。1896年5月，工作组确定火炮为10门152毫米炮、20门75毫米炮以及8门37毫米炮。
1896年11月，由于建造过程中发现有182吨的超重，俄方将原定设计方案作了最后一次修改，减少了原定的存煤数、删除炮盾，同时将舰上的152毫米炮减少到8门。这一修正方案得以通过的一大原因是，到了1896年俄国所面临的“德国威胁”逐渐消退，而英俄之间的矛盾重新开始抬头。新巡洋舰在纸面上全面优胜于英国的同类舰艇，而载煤量减少虽然导致航程缩短，但是由于俄国与法国之间的协议，一旦有事俄国可以使用法国的海军基地，因此设计时并不认为这是个问题。

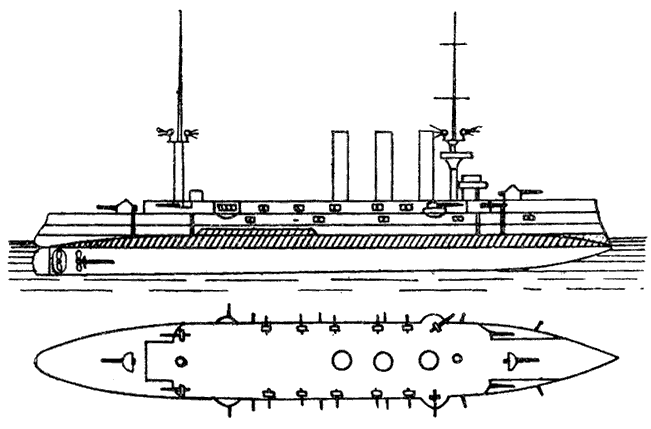
帕拉达级线图

### 舰型
本级全长126.8米，宽16.76米，吃水深6.4米。设计排水量6731吨，满载6932吨。水下分为13个隔舱。动力部分为3台直立型三段膨胀式蒸汽机，可以提供大约13,000匹指示馬力（9,694千瓦特）的动力。燃煤装载量972吨，以10節（19每小時）经济航速运行时航程可以达到3,700海里（6,852）。
本级前两舰（帕拉达号、狄安娜号）于1895年开始下达订单，而3号舰（阿芙乐尔号）的订单则要推迟到1897年。由于建造延宕，本级各舰建成即已宣告过时；俄国同一时期购买、接收的一批外国建造的巡洋舰即比本级各舰更快（如美国造的瓦良格号，1901年初入役，最高航速23節（43每小時））。

### 火力

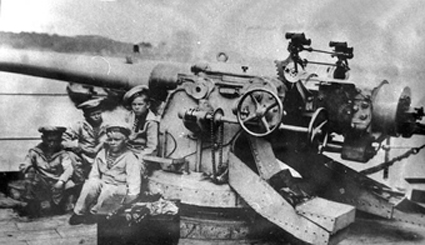
狄安娜号所装备的加奈式152毫米炮

本级舰全部装备了速射炮。主炮为8门1892年式45倍径6英寸（152）火炮，这款火炮仿制自法国加奈公司生产的同口径火炮，也是本级各舰建造当时俄国自制火炮中性能最优秀的型号。此外舰上还装备有24门75毫米火炮作为副炮，也同样是仿自加奈公司的型号。轻型火力则为8门37毫米哈奇开斯机关炮，以及两门巴拉诺夫斯基63.5毫米炮。舰上的火炮，除了那两门巴拉诺夫斯基炮之外，其他全部由奥布霍夫国营工厂制造。舰上安装有盖斯勒公司生产的火控系统，既可以让火炮单独作战，也可以统一进行齐射。
本级的鱼雷武器为3具15英寸（380）鱼雷发射管。全舰共携带12枚鱼雷。此外舰上还携带有35颗水雷。

### 装甲
防护方面，司令塔装甲厚约150毫米，装甲甲板则厚约38毫米。本级虽然依然存在防护比较薄弱的弱点，但相比起之前的俄国巡洋舰来说，已经有了相当重要的进步。

## 同级舰
| 舰名       | 建造厂家             | 起工          | 下水          | 服役           |
| ---------- | -------------------- | ------------- | ------------- | -------------- |
| 帕拉达号   | 圣彼得堡新海军部船厂 | 1895年12月1日 | 1899年8月28日 | 1901年5月      |
| 狄安娜号   | 圣彼得堡新海军部船厂 | 1897年5月23日 | 1899年9月30日 | 1901年12月10日 |
| 阿芙乐尔号 | 圣彼得堡新海军部船厂 | 1897年5月23日 | 1900年5月11日 | 1903年7月29日  |

## 简历
随着日俄之间的气氛越来越紧张，本级前两舰帕拉达号、狄安娜号均在建成后即赶往旅顺港（俄方称亚瑟港），加入太平洋舰队（日后改称第一太平洋舰队）旅顺分舰队，以增强俄国在远东的实力。1904年2月8-9日夜间，日本对俄国不宣而战，用驱逐舰在夜间偷袭驻扎在旅顺外港的旅顺分舰队，引发了战争。其中帕拉达号在当晚的鱼雷夜袭中受伤，起火搁浅；而狄安娜号则躲过了一劫。次日日本联合舰队主力强行入港进行攻击，帕拉达号、狄安娜号均进行了反击。日本海军虽然未能用突然袭击的方式一举消灭旅顺分舰队，然而还是牢牢将旅顺分舰队封锁在港内。双方在海上在对峙的同时，日本陆军也在地面上逐步推进，强攻旅顺要塞。8月10日，感到旅顺港已经不安全的旅顺分舰队试图突围，前往符拉迪沃斯托克（中文旧称海参崴）与符拉迪沃斯托克分舰队会合，途中遭到日军拦截。战斗中时任太平洋舰队司令威廉·维特捷夫特海军中将战死，俄国舰队陷入混乱之中。
俄国巡洋舰分队试图突破封锁，然而帕拉达号负伤过重，难以远航，被迫退回旅顺港。此后帕拉达号未再有积极的行动，12月9日，帕拉达号受到了日本陆军280毫米重炮的集中轰击，坐沉在港内。旅顺要塞陷落时，日军打捞起帕拉达号，将其进行一番整修，并重新命名为“津轻”，加入日本海军的行列。此后津轻跟随日军参加了第一次世界大战，并改装成为布雷舰，一直到服役生涯的结束。
2号舰狄安娜号则成功逃脱日本舰队的追捕，一路向南到达西贡，在当地遭到法国当局扣押，直到战争结束才回国。此后狄安娜号重新加入波羅的海艦隊，编入后备舰队。第一次世界大战爆发后，狄安娜号发挥了一定的辅助作用。战争结束后，俄国以及其后的苏联国内一直动荡不堪，无力将已经相当老旧的狄安娜号重新整修，因此苏俄海军将狄安娜号改为医院船使用，1922年拆解。
3号舰阿芙乐尔号因为建成时间较晚，没有第一时间去往旅顺，但也参加了第二太平洋舰队，准备前去救援遭受围困的第一太平洋舰队旅顺分舰队。对马海峡海战中阿芙乐尔号受到一定的损伤，在第二太平洋舰队溃败之时阿芙乐尔号勉力逃脱至马尼拉，并由美国当局扣押至战争结束。其后阿芙乐尔号回国加入波羅的海艦隊，参加了一战。十月革命时，阿芙乐尔号炮打冬宫，成为了革命的象征。第二次世界大战期间阿芙乐尔号遭到德军攻击坐沉；二战结束后苏联重新打捞阿芙乐尔号，并改作为博物馆船。至今阿芙乐尔号舰上仍然有现役俄国海军人员进行维护、安保工作。因其特殊的历史地位，2013年1月阿芙乐尔号成为了俄国海军旗舰。